# Klostersande

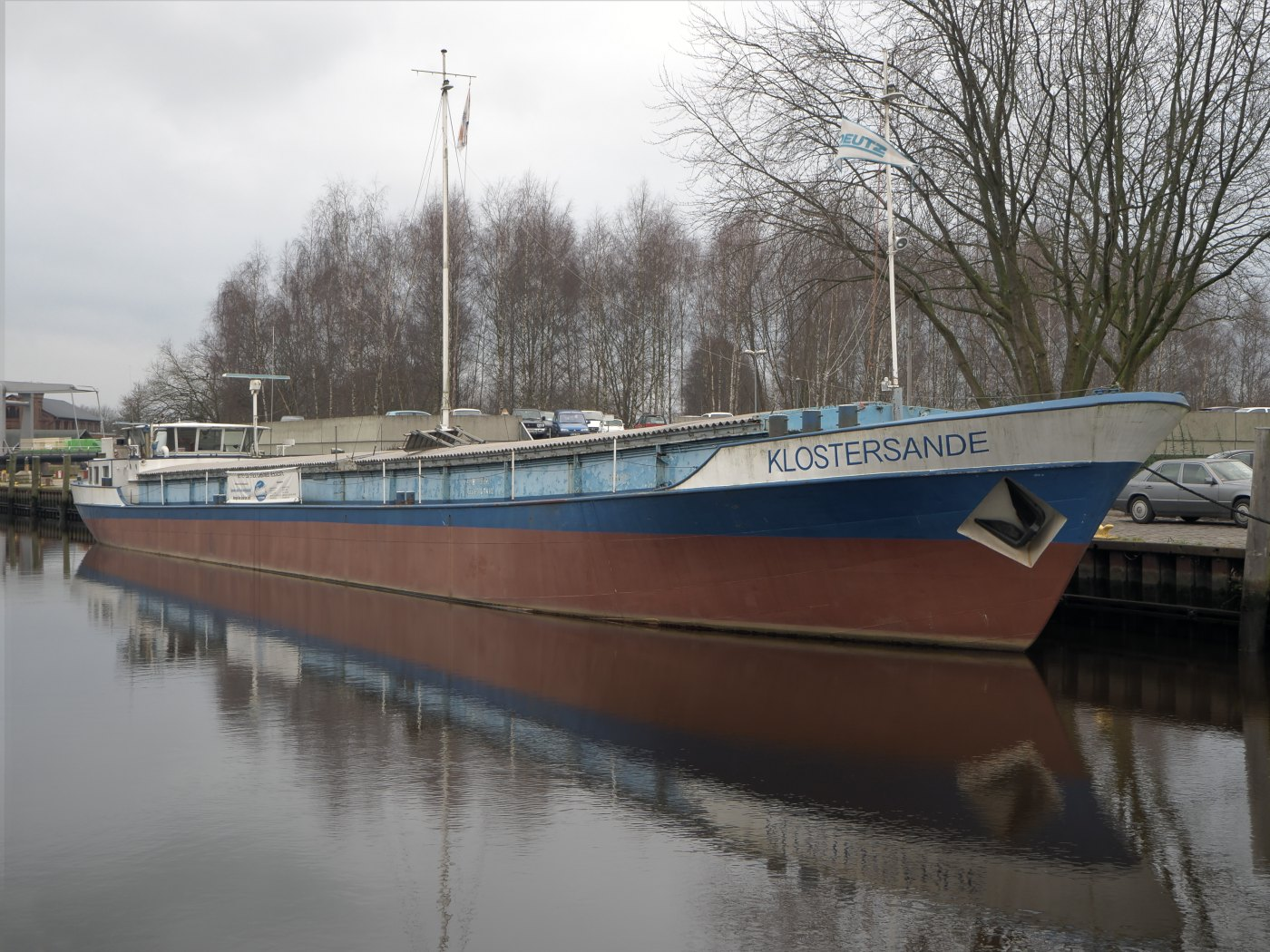
Die Klostersande im Elmshorner Hafen (2015)

Die Klostersande ist ein ehemaliges Binnenmotorfrachtschiff des Frachtkontors E. Kölln KG, Elmshorn. Sie war das letzte von ehemals vier Schiffen, die Getreide an die Köllnflockenwerke lieferten. Nach insgesamt 1676 Reisen wurde das Schiff wegen der zunehmenden Verschlickung der Krückau unrentabel. Es konnte schließlich nur noch knapp die Hälfte der normalen Lademenge transportieren. Am 21. November 2000 verließ die Klostersande zum letzten Mal den Hafen von Elmshorn und wurde verkauft. Nach mehreren Besitzerwechseln erwarb der Förderverein Klostersande e.V. im Jahre 2015 das Schiff, das seit August 2016 als kulturhistorisches Zeugnis Elmshorner Geschichte wieder in seinem früheren Heimathafen liegt.

## Bau und technische Daten
Die Klostersande wurde 1968 nach Plänen des Konstruktionsbüros Kurt A. H. Oehlmann STG Schiffbau-Ingenieur Travemünde auf der Werft Büsching & Rosemeyer in Uffeln an der Weser mit der Baunummer 226 für das Frachtkontor E. Kölln in Elmshorn gebaut. Bei einer Länge von 55,09 m und einer Breite von 6,60 m, einer Seitenhöhe von 2,20 m und einem Tiefgang von 1,70 m (voll beladen mit Hafer) bzw. 1,20 m (leer) hatte sie eine Tragfähigkeit von 500 Tonnen (bei Hafer nur 377 Tonnen). Die Klostersande hatte zwei mehr als drei Meter hohe Laderäume von je 18,90 m × 6,40 m Größe, die mit mehrteiligen, gewölbten Lukenblechen aus Wellblech gedeckt wurden, und zwei Getreideschotten. Angetrieben wurde das Schiff von einem 12-Zylinder-Deutz-Viertakt-Dieselmotor mit 300 PS. Heimathafen war Elmshorn.
Benannt ist die Klostersande nach dem Quartier/Ortsteil Klostersande/Lieth bzw. der dortigen Straße Klostersande in Elmshorn.

## Geschichte
Um sich von den Schwankungen des Frachtmarktes unabhängig zu machen, begann die Geschäftsführung der Köllnflockenwerke in den 1960er Jahren, eine eigene Flotte von kleinen Frachtschiffen aufzubauen. Zunächst wurden die drei Binnenmotorschiffe Kornblume (180 Tonnen), Kornähre (270 Tonnen) und Korngarbe (435 Tonnen) angekauft. Da die Kornblume sich als zu klein erwies, wurde 1967 ein größerer Neubau bestellt und 1968 als Klostersande in Dienst gestellt.
Das Schiff verkehrte meist zwischen Elmshorn und Hamburg, um Hafer für die Haferflockenherstellung oder Futtermittel für das damalige Kraftfutterwerk anzuliefern. Gelegentlich fuhr es auch im freien Frachtbetrieb zwischen Häfen im Raum Rhein bis Nord-Ostsee-Kanal. In den 1980er Jahren wurde auch regelmäßig Hafer von Wittenberge an der Elbe in der damaligen DDR nach Elmshorn gebracht.
Auf Grund der in den 1980er Jahren schnell zunehmenden Verlagerung des Getreidetransports vom Wasser auf die Straße wurden die Kölln-Schiffe nach und nach zum Abbruch verkauft. Ausnahme blieb die Klostersande. Da dann jedoch die gesamte Berufsschifffahrt auf der Krückau stark zurückging, wurde die Seeschifffahrtsstraße Krückau immer seltener durch das zuständige Wasserstraßen- und Schifffahrtsamt Hamburg  ausgebaggert. Zum letzten Mal erfolgte dies 1996 zwischen Hafen und Stromkilometer 4. Die Verschlickung nahm weiter zu, so dass die Klostersande bei normaler Tide nur noch mit halber Ladung, zuletzt sogar nur noch mit einem Drittel ihrer Ladekapazität den Elmshorner Hafen erreichen konnte. Daraufhin stellte man im Jahre 2000 den Betrieb des Schiffs wegen Unwirtschaftlichkeit ein und verkaufte es. Damit endete auch die kommerzielle Nutzung des einst sehr bedeutenden Elmshorner Getreidehafens.

## Heutige Nutzung
Es folgten mehrere Besitzerwechsel, ohne dass das Schiff eine neue dauerhafte Aufgabe erhielt. Erst 2013 zeichnete sich eine Wende zum Besseren ab. Zum Ausstellungsprojekt „Tor zur Elbe – Hafen im Gezeitenwandel des Industriemuseums Elmshorn, 2013“ erklärte sich der damalige Schiffseigner bereit, die Klostersande als Ausstellungsbeitrag kostenlos nach Elmshorn bringen zu lassen. Die Überführung von Hamburg nach Elmshorn erfolgte am 14. Mai 2013. Der am 17. Juli 2013 gegründete Förderverein MS Klostersande e.V. bemühte sich daraufhin, Spendengelder für den Kauf des Schiffes zu sammeln, um es dauerhaft im Elmshorner Hafen zu behalten. Im Dezember 2014 einigte man sich auf einen Kaufpreis von 55.000 Euro, wovon 30.000 Euro in sechs Jahresraten bis 2019 gezahlt werden können, und im Januar 2015 wurde der Verein offiziell als Besitzer in das Binnenschifffahrtsregister eingetragen. Das Schiff liegt heute als kulturhistorisches Zeugnis der Elmshorner Wirtschafts- und Schifffahrtsgeschichte am Nordufer in seinem früheren Heimathafen. Um den dauerhaften Erhalt der Klostersande zu gewährleisten, finden seit August 2016 regelmäßig kulturelle und gesellschaftliche Veranstaltungen in den entsprechend umgestalteten Frachträumen statt. Sie bieten bei kulinarischen Veranstaltungen Raum für bis zu 120 Personen; wenn getanzt werden soll, ist Platz für 80 Personen. Seit 2016 ist die Klostersande auch offizielle Außenstelle des Standesamts Elmshorn, und seither werden an Bord auch standesamtliche Trauungen durchgeführt. 2019 erfolgte die Wiederzulassung als „Binnengütermotorschiff aus Stahl“. Die Klostersande könnte dementsprechend auch heute noch befrachtet werden. Mehrmals im Jahr werden mit dem Schiff Fahrten durchgeführt, um seine Fahrfähigkeit zu erhalten, es auf seine technische Tauglichkeit zu prüfen und die Besatzung im Umgang mit der Schiffstechnik vertraut zu halten. So wurden unter anderem bisher Lauenburg, Lübeck, Glückstadt und Wolfsburg angelaufen.
Die Klostersande ist neben dem 1898 in Elmshorn gebauten eisernen Ewer Gloria das zweite historische Schiff im alten Hafen von Elmshorn. Während die Gloria die Anfänge des Getreidetransportes mit kleinen Seglern im 18. und 19. Jahrhundert repräsentiert, steht die Klostersande für das Ende dieses Gewerbes in Elmshorn.